# Vụ rơi máy bay Ilyushin Il-76 của Iran năm 2003
Vào ngày 19 tháng 2 năm 2003, một chiếc Ilyushin Il-76 đã bị rơi ở địa hình đồi núi gần Kerman ở Iran. Máy bay của Lực lượng Hàng không vũ trụ thuộc Lực lượng Vệ binh Cách mạng Hồi giáo, số đăng ký 15–2280, đang bay từ Zahedan đến Kerman thì bị rơi cách Kerman 35 kilômét (22 mi; 19 nmi) về phía đông nam. Máy bay chở các thành viên của Lực lượng Vệ binh Cách mạng Hồi giáo, một lực lượng đặc biệt độc lập với Quân đội Iran, trong một nhiệm vụ không xác định.
Gió mạnh đã được báo cáo trong khu vực xảy ra vụ tai nạn khi máy bay biến mất khỏi màn hình radar; Cùng lúc đó, người dân trong khu vực cho biết họ nghe thấy một tiếng nổ lớn. Không có ai sống sót trong số 275 người trên máy bay. Tính đến tháng 1 năm 2021, vụ tai nạn vẫn là vụ tai nạn chết người thứ hai trên đất Iran (sau Chuyến bay 655 của Iran Air) và là vụ tai nạn chết người nhất của một chiếc Il-76.

## Tai nạn
Chiếc Il-76 đang thực hiện lộ trình từ Sân bay Zahedan đến Sân bay Kerman chở các thành viên của Lực lượng Vệ binh Cách mạng Hồi giáo trong một nhiệm vụ không xác định. Máy bay vận tải 4 động cơ của Nga mất liên lạc với kiểm soát không lưu lúc 5:30 chiều sau khi bay vào điều kiện thời tiết xấu.
Máy bay đâm vào dãy núi Sirch, phía đông nam của Kerman, khoảng 500 dặm (430 nmi; 800 km) về phía đông nam của Tehran, giết chết tất cả những người trên máy bay.

## Tìm kiếm và hậu quả
Ngay sau vụ tai nạn, các thành viên của Lực lượng Vệ binh Cách mạng và Trăng lưỡi liềm đỏ đã được cử đến hiện trường vụ tai nạn. Hai chiếc trực thăng cố gắng tiếp cận hiện trường đã phải quay lại do thời tiết xấu. Một hàng rào bao quanh khu vực cũng đã được hoàn thành, hạn chế sự tiếp cận của các nhà báo và công chúng.
Nội các của Tổng thống Mohammad Khatami đã gửi thông điệp chia buồn tới gia đình các nạn nhân về "sự kiện bi thảm trong đó một nhóm anh em IRGC"—Quân đoàn Vệ binh Cách mạng Hồi giáo đã thiệt mạng. Chính phủ Iran cũng đổ lỗi cho các biện pháp trừng phạt của Hoa Kỳ đối với Iran vì đã góp phần gây ra vụ tai nạn vì các hạn chế khiến Iran gặp khó khăn hơn trong việc bảo trì máy bay của mình.
Các nhà điều tra tin rằng đó là một chuyến bay có kiểm soát vào địa hình, với lý do điều kiện thời tiết xấu đi và gió lớn. Có suy đoán rằng vụ tai nạn là kết quả của một vụ va chạm trên không do số người thiệt mạng cao (Il-76 thường chở ít hơn 200 hành khách). Một tổ chức khủng bố có tên Lữ đoàn Abu-Bakr cũng nhận trách nhiệm về vụ tai nạn.